# Johannes Tille
Johannes Tille (Mühldorf, 7 de maio de 1997) é um jogador de voleibol alemão que atua na posição de levantador.

## Carreira

### Clube
Na juventude, Johannes Tille jogou sob o comando de seu pai, Joachim Tille, como técnico do TSV Mühldorf. De 2015 a 2017, o levantador atuou na equipe federal do VC Olympia Berlin na primeira e segunda divisão do campeonato alemão. Na temporada 2017–18 o levantador jogou pelo Bergische Volleys na primeira divisão alemã.
Em 2018, Tille transferiu-se para o WWK Volleys Herrsching, clube com o qual permaneceu durante três temporadas. Na temporada 2021–22 Johannes mudou-se para a França para atuar pelo Saint-Nazaire Volley-Ball Atlantique na segunda divisão francesa. Com o novo clube, o levantador conquistou o título da Ligue B da referida temporada.
Após assinar contrato com o Berlin Recycling Volleys, Tille retornou ao seu país natal em 2022. Logo em sua temporada de estreia, o atleta conquistou o título da Supercopa Alemã de 2022, a Copa da Alemanha de 2022–23 e a Bundesliga de 2022–23, sendo eleito o melhor jogador do torneio desta última competição.

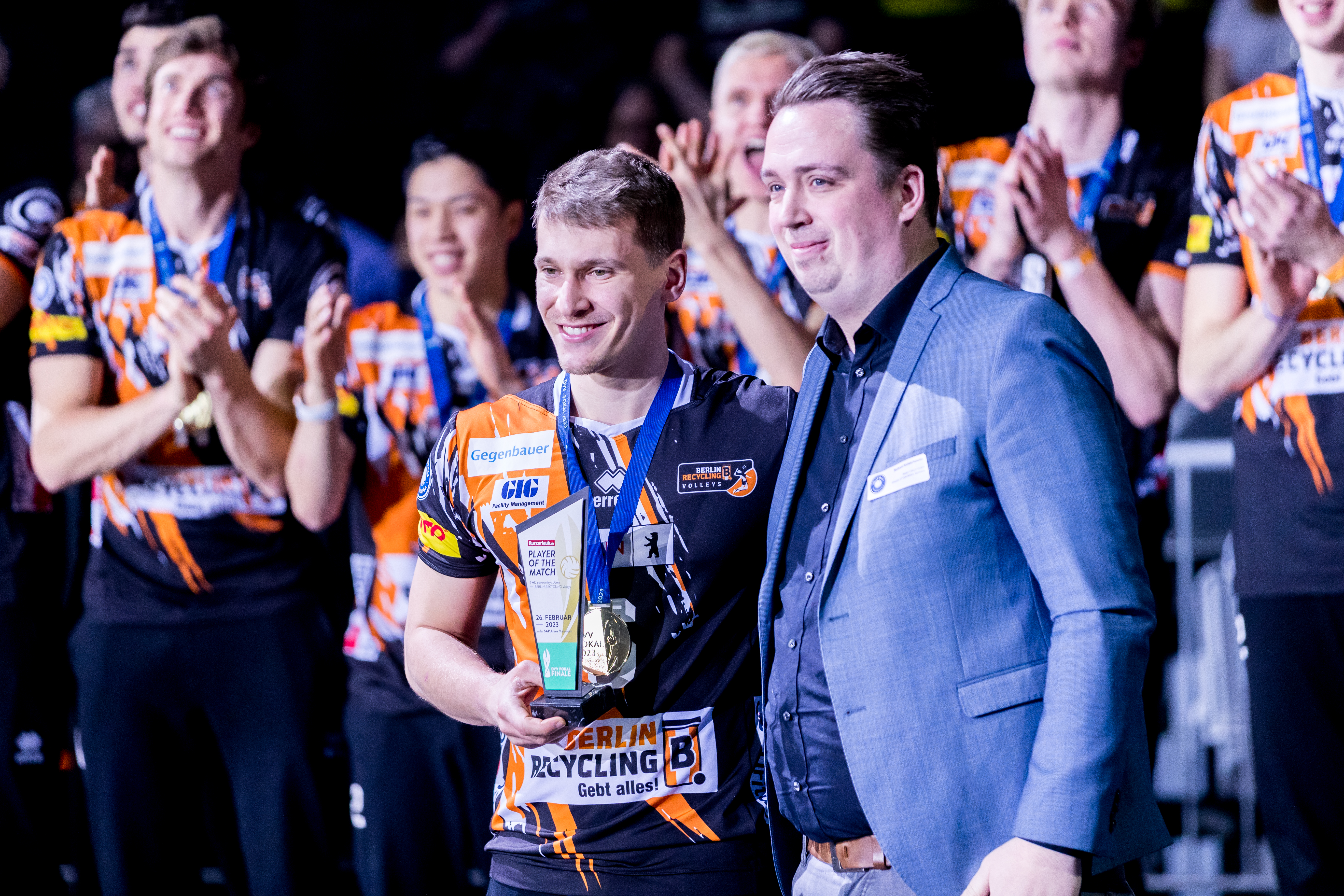
Tille foi eleito o melhor jogador da partida final da Copa da Alemanha de 2022–23.

### Seleção
Integrando a seleção alemã sub-18, Tille foi superado pela seleção turca na disputa do terceiro lugar no Campeonato Europeu de 2015. No mesmo ano foi décimo terceiro colocado no Campeonato Mundial Sub-19.
Tille estreou na seleção adulta alemã em 2021, durante o Campeonato Europeu. Na competição, a equipe foi eliminada nas quartas de final pela seleção italiana, que acabou se sagrando campeã do torneio.

## Vida pessoal
Johannes Tille tem dois irmãos mais velhos que também são jogadores de voleibol, Ferdinand Tille e Leonhard Tille. Ambos atuam como líberos.

## Títulos
Berlin Recycling Volleys
- Campeonato Alemão: 2022–23, 2023–24
- Copa da Alemanha: 2022–23, 2023–24
- Supercopa Alemã: 2022, 2023

## Clubes
| Anos      | Clube                                |
| --------- | ------------------------------------ |
| 2015–2017 | VC Olympia Berlin                    |
| 2017–2018 | Bergische Volleys                    |
| 2018–2021 | WWK Volleys Herrsching               |
| 2021–2022 | Saint-Nazaire Volley-Ball Atlantique |
| 2022–     | Berlin Recycling Volleys             |

## Prêmios individuais
- 2023: Campeonato Alemão – MVP
- 2023: Supercopa Alemã – MVP